# KKM
KKM är en kortroman av Jonas Inde som gavs ut 2011 av Vertigo förlag.
I kortromanen KKM möter vi en namnlös mördare. Han är svag och komplexfylld samt rädd för kvinnor och fylld med hat. Han är en sårad psykopat som ser sig själv som en känslig kille.
Mördarens motsägelsefulla natur skildras med mörk insikt och kommer till uttryck i hans våldsamma handlingar. Tvärs genom den skildringen lyser också stråk av humor.